# Primeira Epístola a Timóteo
A Primeira Epístola a Timóteo - é como é conhecida a primeira carta que o apóstolo S. Paulo redigiu a Timóteo.
A maioria dos estudiosos modernos considera que as epístolas pastorais foram escritas após a morte de Paulo, embora "um número pequeno e decrescente de estudiosos ainda defenda a autoria paulina".

## Características e Objetivos
Desde o início do século XVIII, I e II Timóteo, bem como a Epístola a Tito têm sido designadas Epístolas Pastorais. Embora não seja completamente adequada, essa designação indica a natureza prática do assunto explorado nessas epístolas. 

## Autoria
A autoria paulina das epístolas pastorais tem sido largamente negada pela erudição moderna, baseada principalmente sobre os fenômenos linguísticos e sobre a teologia avançada dessas epístolas. Entretanto, os argumentos contrários à posição tradicional da autoria de Paulo não são conclusivos. Antonio Fuentes, professor de teologia na Universidade de Navarra, por exemplo, argumenta que a escrita da cartas pastorais, como a Primeira Epístola a Timóteo, escritas de forma mais simples que as demais, é diferente pelo caráter pastoral delas e pela idade avançada de Paulo quando as escreveu. I Timóteo foi escrita na Macedônia (provavelmente em Filipos), cerca de 64 D.C., durante o intervalo entre o primeiro e o segundo aprisionamento de Paulo em Roma. 

## Contexto histórico, geográfico e cultural
Éfeso era a capital e o principal centro de negócios da Ásia (parte da atual Turquia). Era um centro de transporte marítimo e terrestre, tão importante quanto à Antioquia, na Síria, e Alexandria, no Egito. Éfeso era uma das maiores cidades no litoral do mar Mediterrâneo, uma cidade com suas peculiaridades. Progressista, rica e idólatra. Os valores morais não eram os melhores. Praticavam-se ali torpezas e cultos a diversas divindades, sendo o principal o culto à deusa da fertilidade, a Diana dos efésios.
A cidade ocupava um lugar estratégico para o comércio que, dentre outras coisas, girava em torno da manipulação do ouro.
Apesar de toda a riqueza material, em sua terceira viagem missionária, Paulo encontrou ali um povo não só atolado na decadência moral, como também na cegueira e pobreza espiritual. O nível cultural que se revelava naquela cidade era excelente, destacando-se ali os estoicos e os epicureus (filósofos que contendiam com Paulo em Atenas, Atos 17:18). Os epicureus ensinavam que o prazer é o sumo bem dos homens. Os estoicos, ao contrário, ensinavam que o prazer nunca deve ser o motivo de nossos atos. Zenão de Cítio, o fundador dessa doutrina filosófica, aconselhava os seus discípulos a dominarem os seus sentimentos, para resistirem o mais possível todas as influências externas. O estoicismo alcançava um grau de insensibilidade que se assemelhava muitas vezes à dureza. 

## O propósito da epístola
Proporcionar encorajamento e instrução a Timóteo, um jovem líder. 
Não foi Paulo o fundador da igreja em Éfeso. Certamente fora um dos discípulos de João, talvez o próprio Apolo, pregador eloquente da época.
O que se destaca nesta igreja é que não basta a uma igreja ser cristã, unida e cultivar vários outros valores importantes na vida do povo de Deus. Ela deve ser cheia do Espírito Santo. Não basta apenas ter a herdade da eloqüência, precisa ser avivada pelo poder de Deus. Ao chegar ali, Paulo estranhou ao ver uma igreja tão pequena, apenas com alguns poucos discípulos (Atos 19:1)